# 清津青年露天劇場
清津青年露天劇場是位於朝鮮咸鏡北道清津市的露天劇場，於2022年11月18日啟用。設有5000個座位、舞台、集體活動室、更衣室和燈光設備。據朝鮮官媒報報導稱，咸鏡北道黨委書記韓永成、相關部門工作者、施工人員和清津青年參加了在18日舉行的清津青年露天劇場竣工儀式。